# Beachhandball-Nationalmannschaft der Männer von Trinidad und Tobago
Die Beachhandball-Nationalmannschaft der Männer von Trinidad und Tobago repräsentiert den Handball-Verband Trinidad und Tobagos als Auswahlmannschaft auf internationaler Ebene bei Länderspielen im Beachhandball gegen Mannschaften anderer nationaler Verbände.
Eine als Unterbau fungierende Nationalmannschaft der Junioren wurde noch nicht gegründet. Das weibliche Pendant ist die Beachhandball-Nationalmannschaft der Frauen von Trinidad und Tobago.

## Geschichte
Es dauerte vergleichsweise lange, bis auf Trinidad und Tobago eine Beachhandball-Nationalmannschaft gegründet wurde. Handball ist in dem kleinen Inselstaat kaum bekannt – es ist erst seit 2004 Mitglied der Internationalen Handballföderation (IHF) –, doch wenn es gespielt wird, ist es oft Beachhandball. Ihr internationales Debüt gab die Mannschaft 2016 bei einem Turnier in Cari 2016, beim ersten in der Karibik durchgeführten Beachhandball-Turnier. Weitere Erfahrung sammelte das Team 2017 im Rahmen des SoCalCups auf der US Beach Handball Tour, wo gegen Nationalmannschaften der Region ebenso wie gegen Vereinsmannschaften gespielt wurde. 2018 folgte das Debüt bei einer internationalen Meisterschaft im Rahmen der Pan-Amerikanischen Meisterschaften. Nach Kuba 2008 war Trinidad und Tobago damit gemeinsam mit Puerto Rico das zweite Land der Karibik, welches eine weibliche Beachhandball-Nationalmannschaft aufgestellt hatte. Am Ende belegte die Mannschaft den siebten der acht Plätze, nachdem im Spiel um den vorletzten Rang Puerto Rico geschlagen worden war.
Nachdem sich auf Druck der IHF im April 2019 die Pan-American Team Handball Federation (PATHF) aufgelöst hatte und in den beiden Nachfolgeorganisationen Handballkonföderation Nordamerikas und der Karibik (NACHC beziehungsweise NORCA) und Süd- und mittelamerikanische Handballkonföderation (SCAHC beziehungsweise COSCABAL) aufgegangen war, nahm die Zahl der Teilnehmer aus der Karibik an den nun neu geschaffenen kontinentalen Meisterschaften, den Nordamerika- und Karibikmeisterschaften, stark zu. Bei den ersten neuen kontinentalen Meisterschaften 2019 war Trinidad und Tobago das gastgebende Land. Die Männer nutzten die Gelegenheit, die ihnen der Heimvorteil brachte und erreichten das Halbfinale, verloren aber gegen Puerto Rico das Spiel um die Bronzemedaille und wurden Vierte. Ebenso erfolgreich war die Mannschaft bei ihrer zweiten Teilnahme 2022. Erneut wurde das Halbfinale erreicht, im Platzierungsspiel um die Bronzemedaille unterlag die Mannschaft Mexiko. Damit gelang am Ende die Qualifikation für die erstmals durchgeführten Beachgames Zentralamerikas und der Karibik 2022 in Santa Marta, Venezuela. Hier erreichte die Mannschaft erneut das Spiel um den dritten Rang, Gegner war wiederum Mexiko, das in der Vorrunde alle seine Spiele gewonnen hatte und erst im Halbfinale Kolumbien unterlegen war. Dieses Mal konnten die Männer Trinidads und Tobagos das Spiel für sich entscheiden und mit der Bronzemedaille ihre erste internationale Medaille gewinnen.

## Teilnahmen
| World Games - 2001: keine Teilnahme - 2005: keine Teilnahme - 2009: nicht qualifiziert - 2013: nicht qualifiziert - 2017: nicht qualifiziert - 2022: nicht qualifiziert World Beach Games - 2019: nicht qualifiziert - 2023: | Weltmeisterschaften - 2001: abgesagt - 2004: nicht qualifiziert - 2006: nicht qualifiziert - 2008: nicht qualifiziert - 2010: nicht qualifiziert - 2012: nicht qualifiziert - 2014: nicht qualifiziert - 2016: nicht qualifiziert - 2018: nicht qualifiziert - 2020: qualifiziert, abgesagt - 2022: nicht qualifiziert | Pan-Amerikanische Meisterschaften - 2004: keine Teilnahme - 2008: keine Teilnahme - 2012: keine Teilnahme - 2014: keine Teilnahme - 2016: keine Teilnahme - 2018: 7. Nordamerika- und Karibikmeisterschaften - 2019: 4. - 2022: 4. Beachgames Zentralamerikas und der Karibik - 2022: 3. |

- PAM 2018: Kader aktuell nicht bekannt
- NKM 2019[8]: Derice Biggart • Noel Cummings (TW) • Sherwin Jackson • Hayden Mitchell Jr. • Renaldo Scott • Stephawn Solomon • Mikhall Walker[9]
- NKM 2022: Kader aktuell nicht bekannt
- CACSBG 2022: Derice Biggart • Emanuel Cummings • Kemuel Eastman • Chad Phillip • Christoff Phillip • Ronaldo Scott • Stephawn Solomon • Daneil Williams • Akim Wills • Kareem Wylie[10]

## Trainer
Cheftrainer
- 2019: Kenwin Goden